# Греково-Ульяновка
Греково-Ульяновка — село в Родионово-Несветайском районе Ростовской области.
Входит в состав Большекрепинского сельского поселения.

## География

### Улицы
- ул. Ворошилова,
- ул. Мостовая,
- ул. Набережная,
- пер. Берёзовый,
- пер. Звёздный,
- пер. Первомайский.

## Население
| 2010 |
| ---- |
| 362  |